# Springfield (Nebraska)
Pour les articles homonymes, voir Springfield.
La ville américaine de Springfield est située dans le comté de Sarpy, dans l’État du Nebraska. Sa population s’élevait à 1 450 habitants lors du recensement de 2000.

## Source
- (en) Cet article est partiellement ou en totalité issu de l’article de Wikipédia en anglais intitulé « Springfield, Nebraska » (voir la liste des auteurs).